# 布萊尼之狐樂團
布萊尼之狐樂團是來自美國賓夕法尼亞州費城的華麗金屬樂團。最初於1985年至1992年活躍，後於2002年至2008年間再度活動。2015年，樂團部分成員重聚。
樂團的知名作品如專輯《布萊尼之狐》（Britny Fox，1988年）、《熱力男孩》（Boys in Heat，1989年），以及單曲〈愛的長路〉（Long Way to Love，1988年）和〈夢想成真〉（Dream On，1990年）。他們還為1988年電影《鐵鷹F-16續集》（Iron Eagle II）創作了〈活在邊緣〉（Living on the Edge）一歌。

## 外部連結
- 官方網站 （页面存档备份，存于）
- 官方Myspace （页面存档备份，存于）